# شان اونیل
سین اونیل (انگلیسی: Sean O'Neill؛ زادهٔ ۳۱ ژوئیهٔ ۱۹۶۷) یک بازیکن تنیس روی میز اهل ایالات متحده آمریکا است. 
وی در مسابقات کشوری و بین‌المللی در مجموع برنده ۲ مدال طلا، ۵ مدال نقره، ۱ مدال برنز شده‌است.